# Sint-Maria-Leerne

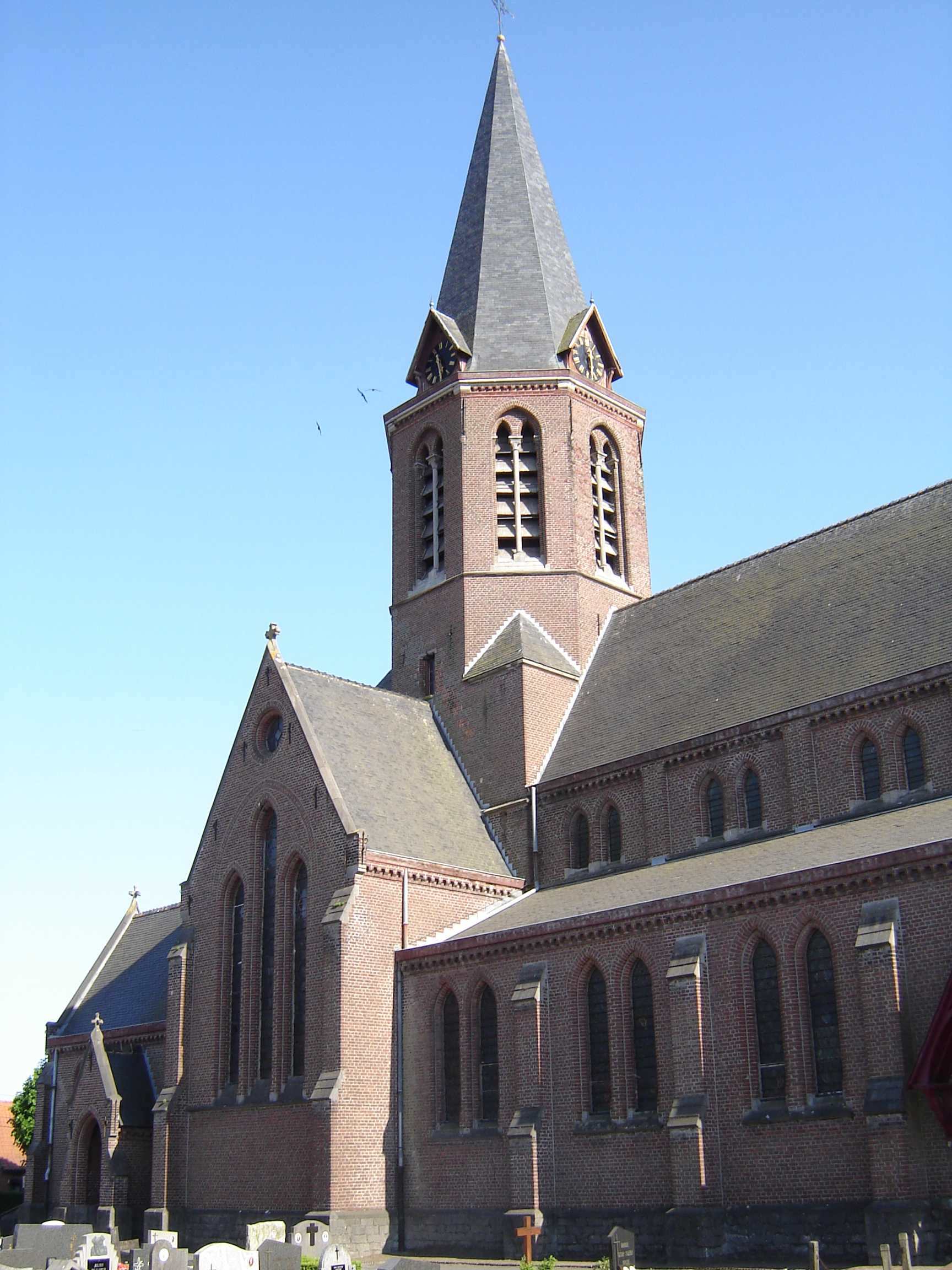
Kerk van Onze-Lieve-Vrouwe en Sint Jan-Baptist.

Sint-Maria-Leerne is een dorp in Bachte-Maria-Leerne, deelgemeente van de stad Deinze in de Belgische provincie Oost-Vlaanderen.
De kern Maria-Leerne ligt vergroeid met die van het dorp Sint-Martens-Leerne en de twee kerken liggen slechts 600 meter van elkaar verwijderd.

## Geschiedenis
Sint-Maria-Leerne werd voor het eerst vermeld in 1192, als Lederna, mogelijk een Keltisch woord. Hiermee werd tevens het nabijgelegen Sint-Martens-Leerne bedoeld. Sint-Maria-Leerne behoorde tot het Land van Nevele. Het Kasteel van Ooidonk werd in 1387 de zetel van de heren van Nevele.
In 1823 werd Sint-Maria-Leerne met Bachte samengevoegd tot de nieuwe gemeente Bachte-Maria-Leerne.
Vanaf de jaren '60 van de 20e eeuw nam de bebouwing aan de weg van Deinze naar Gent sterk toe.

## Bezienswaardigheden
- Kasteel van Ooidonk met kasteeldomein
- De Onze-Lieve-Vrouw en Sint-Jan-Baptistkerk

## Natuur en landschap
Sint-Maria-Leerne ligt op de grens van Zandig Vlaanderen en Zandlemig Vlaanderen op een hoogte van ongeveer 10 meter. Ten zuidoosten van de kom ligt het Kasteel Ooidonk, omringd door een belangrijk natuurgebied, in de vallei van de Leie. In de 19e eeuw werd hier aan turfwinning gedaan. In het noordwesten ligt Kasteel Ter Mere op het grondgebied van Vosselare.

## Nabijgelegen kernen
Bachte, Sint-Martens-Leerne, Vosselare
Deelgemeenten: Astene · Bachte-Maria-Leerne · Deinze · Gottem · Grammene · Hansbeke · Landegem · Merendree · Meigem · Nevele · Petegem-aan-de-Leie · Poesele · Sint-Martens-Leerne · Vinkt · Vosselare · Wontergem · Zeveren

Overige plaatsen: Bachte · Sint-Maria-Leerne

Belgische gemeenten · Arrondissement Gent · Oost-Vlaanderen · Vlaanderen